# Pantograaf (gereedschap)

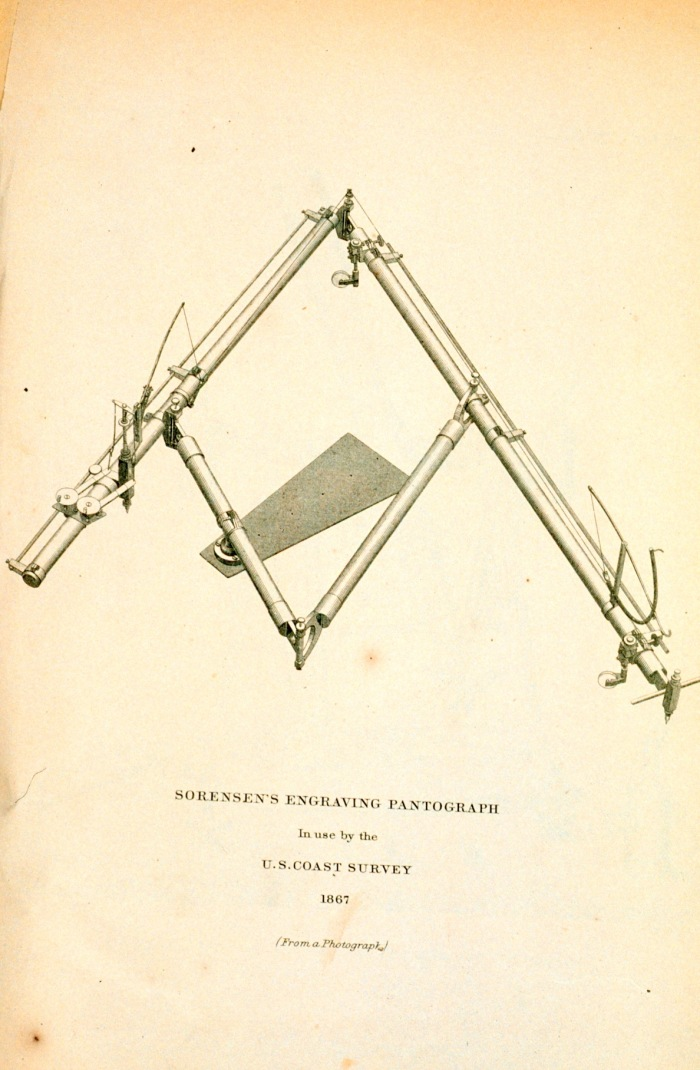
Pantograaf

Een pantograaf, pentograaf of vroeger tekenaap, is een hulpmiddel bij het maken van tekeningen. Het is een verstelbaar parallellogram van hout, metaal of plastic. Een pantograaf wordt gebruikt om illustraties, tekeningen en patronen vergroot of verkleind over te nemen.
Men volgt de omtrekken van de na te tekenen afbeelding met bijvoorbeeld een viltstift. Het aan het andere uiteinde van de pantograaf bevestigde potlood tekent de figuur vergroot of verkleind na. Dit klinkt simpel, maar vergt toch de nodige oefening om tot een goed resultaat te komen. Veel graveermachines werken volgens hetzelfde principe. Met de stift wordt de mal gevolgd en in plaats van het potlood is een graveerfrees gemonteerd.
De pantograaf werd in 1603 door Christoph Scheiner uitgevonden, maar hij schreef pas 27 jaar later, in 1631, over zijn uitvinding.
William Wallace (1768–1843), hoogleraar in de wiskunde in Edinburgh, vond in 1821 de eidograaf uit, omdat hij  over de pantograaf bij praktisch gebruik niet tevreden was. Het vaste punt is bij de eidograaf naar het middelpunt van het veel kleinere parallellogram verplaatst. Dit en het kleiner aantal draaipunten bieden mechanische voordelen.
Een pantograaf werd vroeger vaak gebruikt om een kaart of model op een andere schaal te vergroten of verkleinen. Met de huidige computertechnieken wordt een pantograaf eigenlijk niet meer gebruikt en is het voornamelijk een leuk speeltje.
De reduceermachine is een modern uitgevoerde pantograaf.